# Mustoor, Manvi
Mustoor là một làng thuộc tehsil Manvi, huyện Raichur, bang Karnataka, Ấn Độ.